# Mörtsjön (Länna socken, Uppland)
Mörtsjön är en sjö i Norrtälje kommun i Uppland och ingår i Norrtäljeån-Åkerströms kustområde.